# 勿来バイパス
勿来バイパス（なこそバイパス）は、国道6号の茨城県・福島県県境を含む4.4km間おいて計画されているバイパスである。

## 概要

### 路線データ
- 起点 : 茨城県北茨城市関本町関本中
- 終点 : 福島県いわき市勿来町四沢鍵田
- 全長 : 4.4km
- 規格 : 3種2級
- 設計速度 : 60km/h
- 道路幅員 : 10.55〜11m
- 車線幅員 : 3.5m
- 車線数 : 2車線

### 概要の詳細
往復2車線区間が続く国道6号現道の県境部分は勿来駅近くの御城前交差点を筆頭に交通容量オーバーによる混雑・渋滞が慢性化しており、それに伴う交通事故の発生や救急指定病院へのアクセスが十分に確保されていないなど、域内の主要道路としての機能は不十分な状況にある（とりわけ夏の海水浴シーズンはこの問題が顕著になっている）。
加えて2011年の東日本大震災の際には、津波による冠水で2日間通行止めになる区間が出るなど、改めて国道6号現道の脆弱性を浮き彫りにした。
このバイパスはそういった問題を解消すると同時に、かねてより結びつきの強かった茨城県県北地域と福島県いわき市とを産業・文化・観光などあらゆる面で有機的に結ぶ事を目的とし、このバイパスの整備によって隣接する常磐バイパスと共に広域的なネットワークが構築されることとなる。

## 沿革

### 略歴
この道路を整備するに当たり、2013年に北茨城・高萩・いわきの地域住民を対象としたアンケートが2度実施された。初回は道路整備の必要性に対するアンケート、2回目はルートを中心とする整備方針に関するものであった。
初回のアンケートでは殆どの回答者が渋滞や通行止などで現道に問題ありと考えている意向が確認され、8割以上が「必要」「どちらかと言えば必要」との回答であった。
2回目のアンケートでは海沿いの現道を4車線化拡幅する案（全長約6km）とJR常磐線を挟んだ西側の内陸部に新たにルートを新設する案（全長約6km）とを比較するもので、多くの回答が混雑解消と同時に津波浸水区間回避を重視している意向が確認された事から、国土交通省では起点で県道里根神岡上線バイパスに、終点で国道6号常磐バイパスに接続する「ルート新設案」を採用する方針を決めた。
2014年2月17日に開催された有識者らで構成される国交省諮問機関の社会資本整備審議会（道路分科会東北・関東地方合同小委員会）において、バイパスとしてルートを新設する案が承認された。
2014年7月より北茨城・いわきの両市で住民説明会が実施されており、今後は詳細なルート案を決定したうえで、都市計画決定・環境影響評価へと進み、2015年度当初予算で事業決定された。
事業着手後約10年後の完成を目指している。

### 年表
（出典：）
- 2015年
  - 1月：都市計画決定
  - 4月：事業化
- 2017年度：用地買収着手
- 2019年度：工事着手[8]
- 2023年2月7日：四沢交差点の車線・位置が変更[9]。